# لمار
شهر لمار (به آلمانی: Lohmar) در ایالت نوردراین-وستفالن در کشور آلمان واقع شده‌است.